# Nyanga
Nyanga ist eine Provinz Gabuns mit der Hauptstadt Tchibanga.

## Geographie
Die Provinz liegt im Süden des Landes und grenzt im Nordwesten an die Provinz Ogooué-Maritime, im Nordosten an die Provinz Ngounié, im Süden und Osten an die Republik Kongo und im Westen an den Atlantik.
Nyanga untergliedert sich in die Departements Basse-Banio, Douigni, Doutsila, Haute-Banio, Mongo und Mougoutsi.